# 일월초등학교 청북분교
일월초등학교 청북분교는 대한민국 경상북도 영양군 청기면 재일로1383-23(당리536-3)에 있었던 공립 초등학교이다.

## 연혁
- 1934년 4월 20일 청기공립보통학교 부설 당동간이학교 설립인가
- 1934년 5월 12일 청기공립보통학교 부설 당동간이학교 개교
- 1938년 3월 31일 청기공립심상소학교 부설 당동간이학교 교명 변경
- 1939년 3월 31일 청기공립국민학교 부설 당동간이학교 교명 변경
- 1944년 3월 21일 당동공립국민학교 승격
- 1947년 4월 1일 청북공립국민학교 교명 변경
- 1962년 3월 1일 행화분교장 설립
- 1971년 3월 1일 기포분교장 설립
- 1974년 3월 1일 기포국민학교 분리
- 1992년 3월 1일 기포국민학교 폐교 및 본교 통합
- 1993년 3월 1일 행화분교장 폐교 및 일월국민학교 통합
- 1996년 3월 1일 청북초등학교 교명 변경
- 1999년 3월 1일 일월초등학교 청북분교장 격하
- 2015년 3월 1일 폐교(영양초등학교로 통합)